# Trinidadi ütközet
A trinidadi ütközet (avagy az óceánjárók csatája) egy tengeri összecsapás volt az első világháború elején, 1914. szeptember 14-én egy brit és egy német óceánjáróból átalakított segédcirkáló, a Carmania és a Cap Trafalgar között az Atlanti-óceán középső részén, a Trindade (Trinidad) sziget közelében. A közepes-kis távolságokból vívott közel másfél órás heves tűzharc során mindkét hajó jelentős sérüléseket szerzett és mindkettő megszakította a harcot a maga részéről. A gyengébb fegyverzettel ellátott Cap Trafalgar a vízvonal alatt egy kritikus találatot kapott, ami után nem lehetett megállítani a gépházába beáramló vizet. Emiatt az ellenségtől való elszakadást követően nem sokkal a legénységének el kellett hagynia, a hajó pedig felborult és elsüllyedt. A túlélőket az egyik szénszállítója mentette ki. Ellenfele, a brit Carmania súlyosan sérülten vissza tudott térni támaszpontjára.

## Előzmények
A Hamburg-Süd hajótársasághoz tartozó és a Hamburg-Buenos Aires útvonalon menetrendszerűen közlekedő német Cap Trafalgar óceánjáró 1914 augusztusában Dél-Amerikában tartózkodott, ahol a háború kitörése miatt a Császári Haditengerészet rekvirálta és elrendelték segédcirkálóvá való átalakítását. Montevideóban minden utasa és a legénységének háborúban nélkülözhető tagja elhagyta a fedélzetét, míg más hajókról fűtők és tartalékosok érkeztek rá. Innen a Brazíliához tartozó, Vitória városától 450 tmf távolságra lévő Trindade szigethez hajózott, ahol a Német Délnyugat-Afrika felől érkező Eber ágyúnaszád átadta neki fegyverzetét és a legénységéből is átszállt rá 118 fő. A hajó kéményeit álcázásként a brit Castle Line hajótársaságénak megfelelően festették le. A hajó parancsnoka az ágyúnaszád eddigi parancsnoka, Julius Wirth korvettkapitány lett.
A segédcirkálónak ezután kereskedelmi háborút kellett folytatnia a térségben. Tíz napon át cirkált Dél-Amerika keleti partjai mentén brit kereskedelmi hajók után kutatva, de nem találkozott eggyel sem. Ezután visszatért a Trindade szigethez, hogy az ott a szénszállítókról feltöltse az üzemanyagkészleteit. Wirth korvettkapitány nem tartotta elég biztonságosnak a sziget közelében való újabb szénvételezést, miután a korábbi alkalommal jelenlévő Eber ágyúnaszád és a St. Lucia szénszállító időközben be kellett már fusson Bahíába és kitudódhatott az itteni jelenlétük, azonban a rá várakozó Pontos és Eleonore Woermann szénszállítók szeptember 12-én azt jelentették neki, hogy a csekély hullámzás nagyon kedvez a gyors szénvételezéshez. Emiatt Wirth végül úgy döntött, hogy másnap annyi szenet vételez a Pontosról, amennyit csak tud és már a délután folyamán továbbáll.

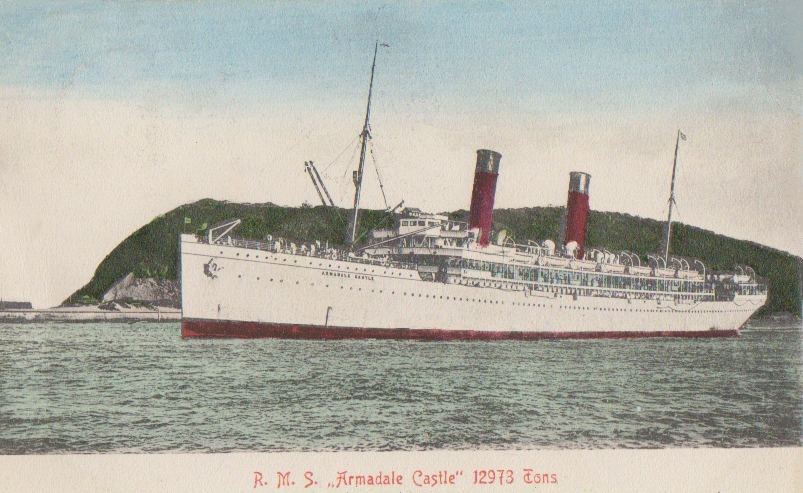
A Union Castle hajótársaság jellegzetes kéményfestése az Armadale Castle óceánjárón – e festést használta álcázásként a Cap Trafalgar is

Másnap megérkezve a szigettől nyugatra lehorgonyoztak és hozzáláttak a szénvételezéshez a Pontosról és az amerikai Berwickről. Az oldalsó raktárakhoz csak kívülről (a hajótest oldalán elhelyezett ajtókon át) lehetett hozzáférni, amit a hullámzásban nem lehetett kivitelezni. Egyedül az elülső fedélzeti nyíláson át lehetett bejuttatni a szenet, ami viszont nagyon lassan haladt és ezt nehezítette az is, hogy a két hajót egymáshoz rögzítő kötelek gyakran elszakadtak. Tervezték a fedélzet szénraktár feletti részeit kétoldalt felszedni, hogy így gyorsítsanak a folyamaton, de idáig már nem jutottak el. Az éjszaka folyamán észlelték a Glasgow könnyűcirkáló és egy ismeretlen gőzös (a Carmania) közötti rádióforgalmat. A könnyűcirkáló távolságát 100 tmf-re becsülték, de az üzemanyag-vételezést emiatt nem szakították meg.
Szeptember 14-én az ismeretlen gőzhajó rádiójeleit erősebben észlelték és a távolságot már csak 50 tmf-ben határozták meg. A segédcirkáló a Pontosszal hajnalban közelebb hajózott a szárazföldhöz és a szénszállítót bal oldalának elejéhez párhuzamosan állítva látott ismét hozzá a szénvételezésnek. Az Eleonore Woermannt Wirth délebbre küldte őrködni, mivel ebbe az irányba a sziget miatt nem nyílott jó kilátás.

## Brit intézkedések aCap Trafalgarelfogására

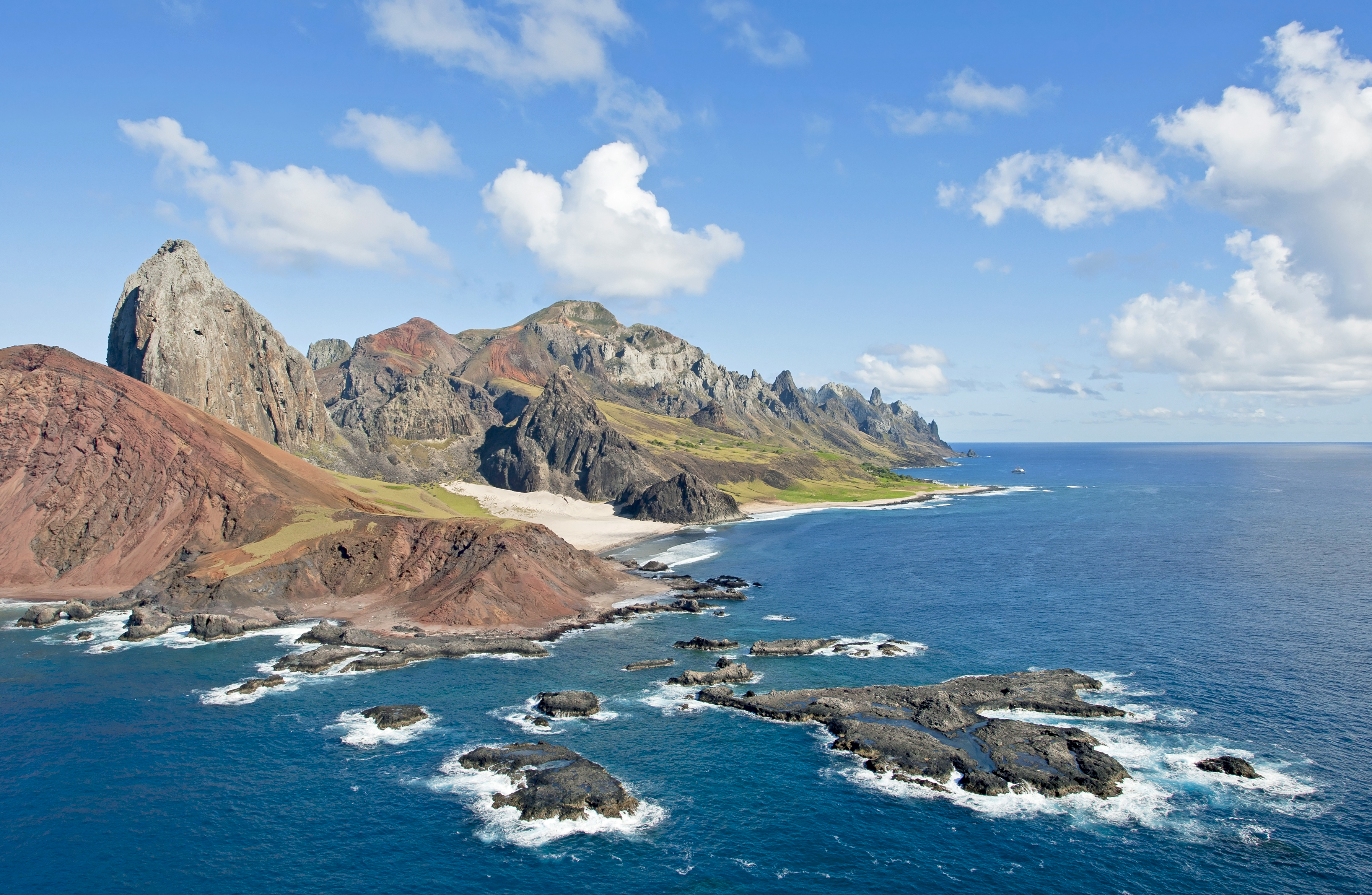
A Trindade sziget

A karibi térséget három cirkálójával hátrahagyó és a brazil partok mentén cirkáló Christopher Cradock tengernagy augusztus 29-én kapott először hírt arról, hogy a Cap Trafalgar vélhetőleg a brazil és afrikai partok között féltávon lévő Szent Pál-szirtekhez tart. Cradock a zászlóshajójával a szirtek felé indult, hátrahagyva a Bristolt és a Berwicket a brazil partoknál. Stoddart tengernagy, a kanári-szigeteki állomáshely parancsnoka nem tudva Cradock tevékenységéről útnak indította ide a Cornwallt, mivel a Szent Pál-szirtek az ő állomáshelyéhez tartoztak és a Kaiser Wilhelm der Große  semlegesítése után úgy érezte a területének délnyugati részére is figyelmet tud fordítani, miután a neki szánt felfegyverzett kereskedelmi cirkálók (armed merchant cruiser) is beérkeztek hozzá már erősítésnek. Cradock a szirtekhez érkezve nem talált semmit. A brit tengernagy ezután a délebbre tevékenykedő Glasgow azon téves információt tartalmazó üzenetéből, miszerint a németek hajókat vonnának össze a Magellán-szorosban, arra a (szintén téves) következtetésre jutott, hogy a németek az összes atlanti- és csendes-óceáni cirkálójukat ide koncentrálják. Ennek hatására hajózik majd ő tovább délnek és ez vezet végül a coroneli csatához.
A brit admiralitásnál időközben felismerték, hogy a német kereskedelmi hajók segédcirkálóvá való átalakítása kevesebb esetben történt meg, mint azt várták, és emiatt nem jelent akkora veszélyt. Ezért egy szeptember 13-án kiadott utasítás szerint a saját segédcirkálóiknak az elsődleges feladata már nem önállóan tevékenykedve a németek hasonló egységeinek leküzdése lett, hanem a reguláris cirkálók támogatása, azokkal együttműködve. Szeptemberben még ezt megelőzően a Cradockhoz csatlakozni igyekvő Carmania azt a feladatot kapta, hogy délnek tartó útja során ellenőrizze Trindade szigetét, melynél egy német szenelő bázist sejtettek. Az admiralitás új utasítása azonban nem ért már el a Carmaniához, mely másnap, szeptember 14-én délelőtt már közel járt a szigethez.

## A szembenálló felek összehasonlítása
Mindkét hajót eleve úgy tervezték, hogy háború esetén felfegyverezve segédcirkálóként alkalmazhassák. A méretük nagyjából megegyezett egymással, mindkettő közel kétszáz méter hosszúságú és hasonló vízkiszorítású volt. A fegyverzetük ezzel szemben jelentősen eltért egymástól. A Carmaniát a háború kitörése odahaza érte és Liverpoolban a neki szánt fegyverzetet kaphatta meg, ami nyolc darab Mark I-IV-es sorozatból való 120 mm-es, 40 kaliberhosszúságú löveget jelentett (QF 4.7-inch Mk I-IV). Ezek közül egy-egy a felépítmények előtt illetve mögött a középvonal mentén kapott helyet, három-három pedig a hajó két oldalán. Mivel a taton és a hajóorron lévő lövegek mindkét irányba képesek voltak lőni, a Carmania mindkét irányba öt ágyús sortüzeket tudott leadni. A lövedékek egyenként 20,41 kg tömegűek voltak, ami egy teljes sortűz leadásakor 102,05 kg-ot tett ki. A 660 m/s torkolati sebességű ágyúk maximális lőtávolsága 11 000 m volt és percenként 5-6 lövést adhattak le velük. A Carmania régi ágyúinak, melyeket modern tengeri ütközetek megvívására már alkalmatlannak tartottak, a hatótávolsága 8230 m volt csupán.
A Cap Trafalgart a háború kitörése Dél-Amerikában érte és ez nagyban megnehezítette a felszerelését. Bár az antant részéről feltételezték, hogy a német óceánjárók és egyéb kereskedelmi hajókon elrejtett fegyverek vannak, erről nem volt szó a Cap Trafalgar esetében sem. A fegyverzet beszerzését csak a német gyarmatokon szolgálatot teljesítő hadihajók segítségével tudták megoldani. Brit és francia nyomásra a Buenos Aires-i hatóságok nem engedélyezték a hajó szénkészleteinek és ellátmányának teljes feltöltését, így Montevideóba kellett áthajóznia ehhez.

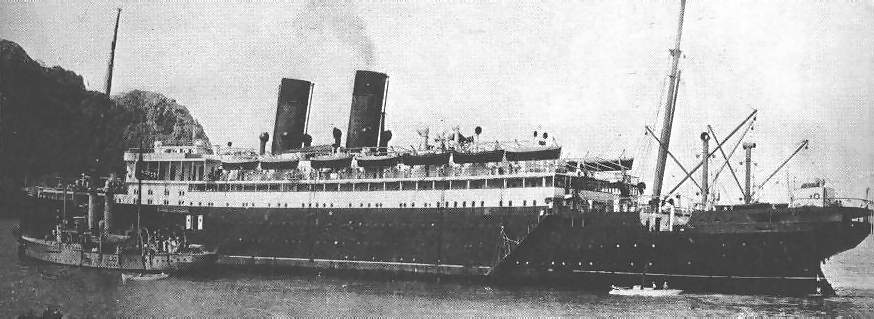
A Cap Trafalgar oldalán az Eberrel felfegyverzésekor a Trinidad szigetnél

Az uruguayi fővárosban faanyagot is a fedélzetére vett, amivel a lövegtalapzatok alatti fedélzetrészt erősítették meg. Innen indult a Trindade szigethez, ahol a Német Délnyugat-Afrika felől érkező Eber ágyúnaszád fegyverzetét átvette. Ez mindössze két 10,5 cm-es ágyúból és hat 3,7 cm-es gépágyúból állt. Ez a brit segédcirkálókénál jóval kisebb tűzerőt jelentett. A fedélzet alatti alapzatok 15 cm-es űrméretű lövegekre voltak tervezve, így a kisebb talpú 10,5 cm-es ágyúk rögzítéséhez új lyukakat kellett fúrni. Ez két napi megfeszítő munkát vett igénybe, de végül sikerrel járt. Ráadásul a hajó tüzérségét két párhuzamos sorban tervezték elhelyezni, ezért a két 10,5 cm-es ágyú közül a hajóorron helyet kapót a bal oldalra, a tatra szereltet pedig a jobb oldalira szerelték fel. Ezzel a kényszer szülte átlós elrendezéssel tudták csak biztosítani, hogy a fő tüzérség minden irányba legalább egy löveggel tudjon lőni. A 40 kaliberhosszúságú ágyúk (10,5 cm SK L/40) lövedékei 17,4 kg-osak voltak, azaz teljes sortűz esetén 34,8 kg lőszert tudtak az ellenség irányába juttatni maximálisan 12 200 m távolságra a 690 m/s torkolati sebességnek köszönhetően. A lövegek elhelyezése miatt azonban a „teljes sortüzek” érdekében folyamatosan az oldalát kellett mutatnia az ellenfélnek, nagyobb eltérés ettől már azzal járhatott, hogy az egyik lövegét nem tudja használni. A német lövegek tűzgyorsasága 15 lövés/perc volt. A tűzgyorsaságbeli különbség némiképp ellensúlyozta a németek számára a kevesebb lövegszámot és a britek esetén számítható elméleti 510–612 kg lőszerrel szemben nagyjából hasonló értéket, 522 kg-ot jelentett percenként.
A kiegészítő fegyverzetként felszerelt 3,7 cm-es revolverágyúkat a hajó két oldalán helyezték el hármasával. Ezek a francia gyártmányú ötcsövű fegyverek 0,505 kg tömegű lövedékei nagyobb hajók úszóképességére nem sok veszélyt jelentett, eleve az Eberen a torpedónaszádok elleni védekezést szolgálták. Maximális lőtávolságuk 2778 m volt és a leírások szerint a csatának csak egy rövidebb szakaszában vettek részt. A tűzgyorsaságuk 60-80 lövés volt percenként.

## A csata

### A megközelítési szakasz

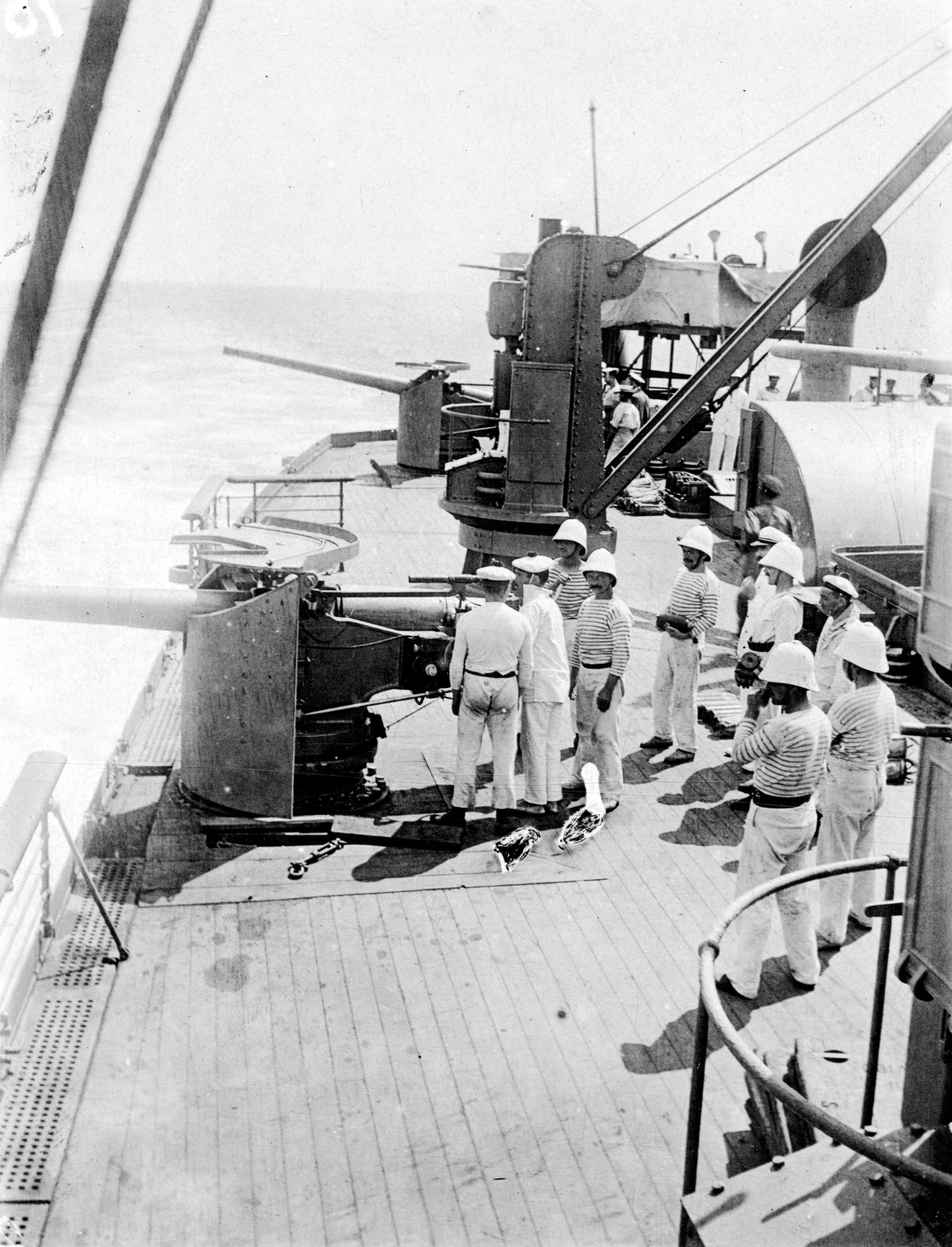
Brit 120 mm-es lövegek az Empress of Russia segédcirkáló fedélzetén

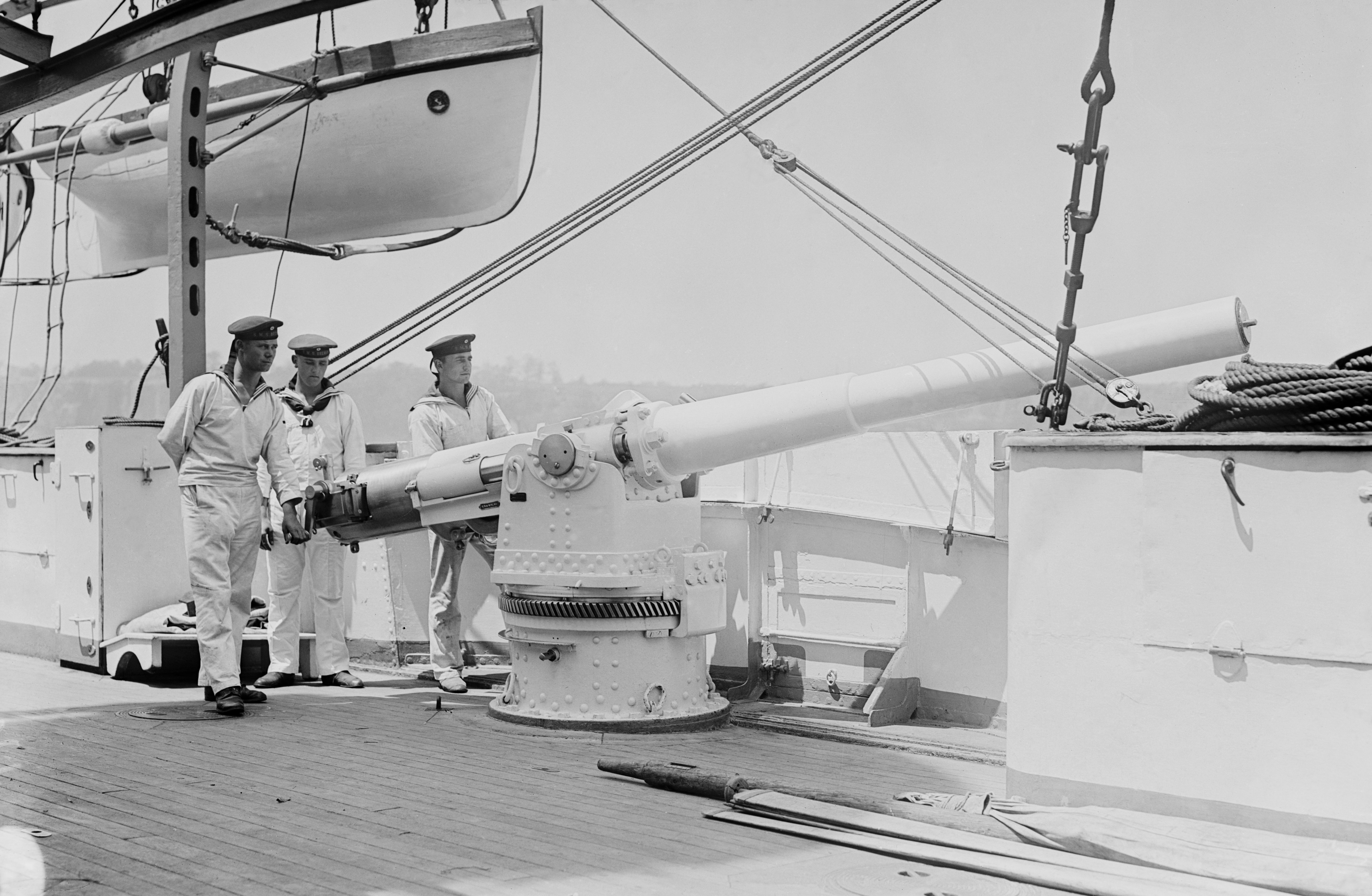
10,5 cm SK L/40 a Bremen könnyűcirkáló fedélzetén

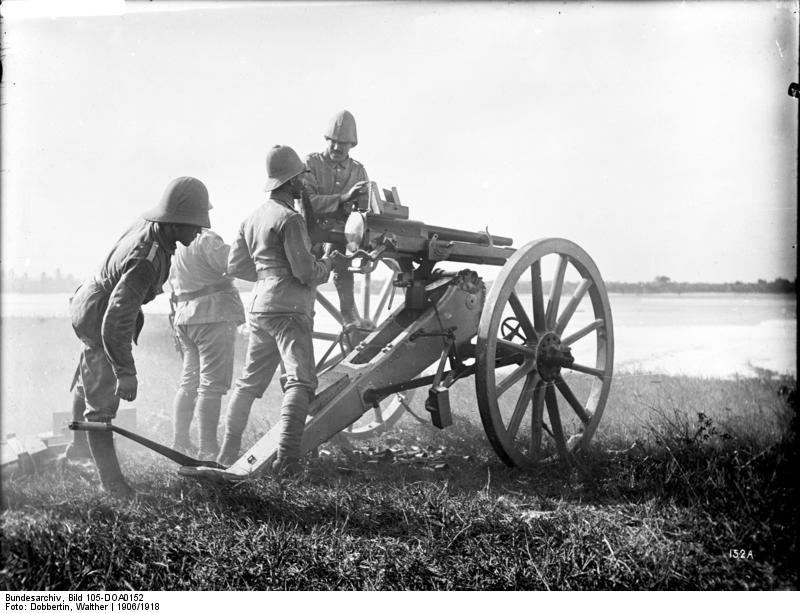
3,7 cm-es ötcsövű Hotchkiss revolverágyú Német Kelet-Afrikában szárazföldi csapatok alkalmazásában

10:30-kor a segédcirkáló felső árbóckosarában lévő őrszem északi irányban egy gőzhajót jelentett. Mivel elképzelhetőnek tartották, hogy egy német szénszállító közeledik, Wirth korvettkapitány rádiókapcsolatot kívánt vele létesíteni, azonban a jövevény egy angol jelzéssel válaszolt. Ekkor a szénvételezést félbeszakították, felvonták a horgonyt és felkészültek az összecsapásra. Az összes kazánt felfűtötték, de a hajó a teljes sebességét még jó ideig nem érhette volna el, mivel a 14 kazánjából eddig csak 10 volt üzemben.
A Cap Trafalgar előbb déli irányba haladt, a Pontos és a Berwind szénszállítók pedig a különválva való menekülésre kaptak utasítást. A délebbre lévő Eleonore Woermannt ekkor nem lehetett látni. A 16 csomós sebességgel a sziget felé közeledő Carmania 11:00 körül észlelte az óceánjárót és a mellette álló két szénszállítót. A hajók szétszóródásából és az óceánjáró délnek való haladásából a britek előbb úgy vélték, a német igyekeznek mind elmenekülni előlük. A brit hajó 6-8 tmf távolságra érve kissé jobbra fordult és a parancsnoki hídjánál lévő fényszóróval láthatólag azonosításra felszólító fényjelzéseket adott le, majd 12:10-kor 8500 yardról (kb. 7770 m) a Cap Trafalgar orra elé adott le egy éles lövést. A német segédcirkáló erre északi irányba fordult és felvonta a csúcszászlóit.
A Carmania második figyelmeztető lövése is az orra előtt csapódott be, mire a Cap Trafalgar 7500 m távolságból – a brit feljegyzések szerint előbb csak a tatlövegével – tüzet nyitott a Carmaniára. A brit hajó ezután szintén célzott lövéseket adott le. 7500 yardos (6850 m) távolságból a Carmania mind az öt bal oldali lövege önálló tüzelésbe (independent control fire) kezdett, mire a Cap Trafalgar gyorstüzeléssel válaszolt.
A távolság csökkenésével az összecsapás egyre hevesebbé vált. 4500 yardnál (4115 m) a Carmania teljes sortüzek leadására váltott és ezek közül a második és a harmadik a megfigyelések szerint a vízvonal mentén csapódott be. A Cap Trafalgar kissé túllőtt a célon, ezért a Carmaniának ekkor csak az árbócait, kéményeit és szellőztető rendszerét érték találatok. A németek igyekeztek a célpontot maguk előtt jobbra 20-50° között tartani, mert ez a helyezkedés még lehetővé tette számukra a hátsó 10,5 cm-es ágyú bevetését is a célpont ellen. Mivel a tűzharc e szakaszában a Cap Trafalgar északi irányba haladt, a Carmania pedig északnyugati irányból érkezett feléje, így a távolság folyamatosan csökkent közöttük 1500 méterig. A távolság csökkenésével a jobb oldalon lévő három német 3,7 cm-es gépágyú is becsatlakozhatott a küzdelembe, de ezeknek a lövedékei nem tudták átütni a brit hajó oldalát.
Az összecsapás e megközelítési szakaszában a Cap Trafalgar a következő találatokat szenvedte el:
1. A hajóorron [találat] az árbócnál: Schreiner Vizesteuermann (kormányos altiszt) elesett, a 10,5 cm-es löveg kezelőszemélyzetéből két ember súlyosan megsebesül.
2. Találat a hajó elülső részén: tűz keletkezik a II. osztályon és a legénységi szállásokon.
3. Az elülső csörlők egyik gőzvezetékét lövedék éri. A kiáramló gőz átmenetileg megakadályozza a kilátást az elülső löveg számára.
4. Több találat éri az I. osztály étkezdéjét. A keletkezett tűz oltási munkálatai közben robbant fel itt egy újabb gránát. Egy ember életét veszíti, az első tiszt, Rettberg sorhajóhadnagy és egy másik ember súlyosan megsebesülnek.
5. Találat az egyik tartalék szénraktárban erős füst- és hőképződéssel. Egy újabb találat vízbetöréssel jár itt.
6. Találat éri a hátsó sétálófedélzetet. Egy tiszt súlyosan megsebesül, tűz keletkezik.

Ezeken a találatokon kívül több érte még a felső felépítményt és az elülső kéményt, de ezeknek semmilyen hatása nem volt a küzdelemre.
Mikor az ellenfél 1700 méteres távolságra ért, egy a hídjánál becsapódó találatot lehetett megfigyelni, ami láthatólag súlyos veszteségeket okozott és a híd alatti és mögötti felépítményt lángba borította. Ez a németek által is jól megfigyelt találat a brit hajó oldalának három falát is átütötte anélkül, hogy felrobbant volna, viszont a híd alatt részen elhelyezett ágyneműket lángra gyújtotta. A fő tűzoltóvezeték már eltörött, ezért a tüzet nem lehetett megfékezni és az elülső hidat fel kellett adni. A hajóparancsnok a tisztjeivel a hátulsó parancsnoki állásba vonult át.
Közvetlenül a hidat ért találat után a brit segédcirkáló jobbra kanyarodott és a Cap Trafalgarral párhuzamos pályára, de azzal ellentétes irányra állt, aminek köszönhetően a már túlmelegedett bal oldali lövegek helyett a jobb oldaliakkal lőhetett sortüzeket.

### A távolodási szakasz

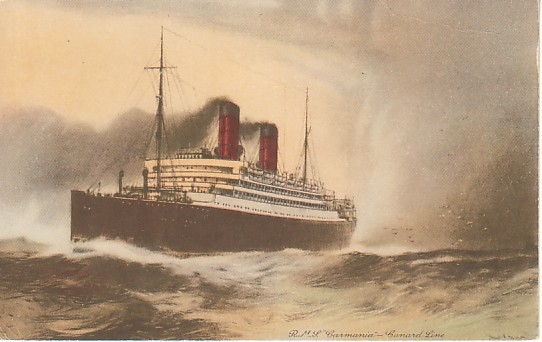
A Carmania egy képeslapon

Míg az eddigiekkel kapcsolatban a német és brit jelentések és visszaemlékezések nagyjából megegyeznek, addig az ezt követő, az ütközetet lezáró fázis manővereinek megítélése jelentős eltérést mutat. A britek szerint az ütközet – az ellentétes irányba haladva vívott tűzharc után – üldözésbe ment át, melyben a Cap Trafalgar érte el a nagyobb sebességet, így 13:30-ra lőtávolságon kívülre került és a britek számára már úgy tűnt, el fog tudni menekülni.
Ezzel szemben a német visszaemlékezések szerint a Carmania a hídja alatt keletkezett hatalmas tűz hatására kanyarodott el jobbra és nagy sebességre kapcsolva vette az irányt délnek, Trinidad felé. Eszerint a Cap Trafalgar – a német verzió szerint – előbb lekövetve az irányváltását szintén jobbra kanyarodott azzal a szándékkal, hogy üldözőbe vegye brit ellenfelét, de az elszenvedett víz alatti kritikus találat és az egyik löveg kiesése miatt visszatért az előző menetirányába (északnak haladva). A mindkét oldalról végrehajtott kitérő manőver miatt a távolság nőni kezdett a hajók között, míg végül a Carmania a 10,5 cm-es ágyúk lőtávolságán kívülre került. Miután a Cap Trafalgar felhagyott a tüzeléssel, a (rövid ideig északnak forduló) Carmania még leadott néhány sortüzet, de mivel ezek rövidre sikerültek, szintén beszüntette tüzét.
A német történetírás megítélése szerint a brit leírások az ütközet ezen szakaszáról némiképp máshogyan emlékeznek meg, de ez a verzió a németekével teljes mértékben összeegyeztethető, mivel a két fél mindössze máshogyan indokolja a kitérő manővert. Valójában mindkét fél arra kényszerült, hogy a kitérjen. A Cap Trafalgar a vízbetörés miatt, a Carmania pedig a lángok okozta súlyos vészhelyzet miatt. Azonban mindkét fél csak a saját sikerét véli felfedezni. Az ütközetnek ebben a szakaszában a Cap Trafalgart a következő találatok érték:
1. Találat a gépteremben mintegy két méterrel a vízvonal alatt. Kísérlet a lyuk matracokkal való betömésére, ez nem jár teljes mértékben sikerrel.
2. Találat éri a hűtőtért a vízvonalon. Vízbetörés a jobb oldali oldalsó szénraktárban.
3. Több találat éri a jobb oldali üzemi járatot a vízvonal alatt. Egy találat ér egy vízzáró rekeszfalat, ami által a rekesz ajtaja és a vele határos oldalsó szénraktár rekeszfala is tönkremegy. A betömése nem jár sikerrel. A víz gyorsan behatol a fűtőtermekbe. Az oldalsó szénraktárakat nem választják el vízzáró rekeszfalak a fűtőtermektől.
4. Egy vízben felrobbanó gránát repeszei átszakítják a kormányszerkezet és a hátsó gőzcsörlők gőzvezetékét. A kormánymű meghibásodik, a hátulsó [löveghez való] muníciót kézi erővel kell feljuttatni.
5. Találat a hajóorr fedélzetén, a löveg kezelői közül két ember kiesik.
6. Találat éri a hajó elejét. A hajó elején a lángok gyorsan elharapódznak, az elülső löveget nem lehet többé használni. A parancsnok parancsot ad a lövegkezelőknek a tűz leküzdésében való részvételre.[12]

A tüzérség harcáról az ütközet rangidős német túlélője, Rettberg sorhajóhadnagy a következőképpen emlékezett meg:
„Az elülső lövegnek a kezelői kiesése és a súlyos füst okozta korlátozottság miatt többször lassítania kellett a tűzgyorsaságát és végül teljesen fel kellett hagynia a tüzeléssel.
A hátsó löveg az első 50-60 lövést zavartalanul adhatta le. Ekkor akadás lépett fel a hüvelyeknél és a závárzatnál, amit a belső csőnek a Keillochba való visszalépése (1-1,5 mm) okozott. A vízzel való hűtés és a lereszelés nem segített. Több mint 100 lövés leadása után a löveg használhatatlanná vált. A löveg kiesése időben egybeesett a hajó erős megdőlésével. 
A jobb oldali gépágyúk csak rövid ideig tudták az ellenfelet tűz alatt tartani.
A telefonon keresztüli parancstovábbítás az ütközet kezdete óta meghiúsult a nagy csatazaj miatt. A lövegeknek emiatt önállóan kellett tüzelniük. Eleinte a lövegek jól a célon tudtak maradni, de később a cél megtartása a tűz sokszori megszakítása miatt nagyon megnehezült.”
A betörő vízmennyiséggel a szakszerű eljárással és a szivattyúk használatával sem tudták felvenni a versenyt a német hajón, így az lassan a jobb oldalára dőlt. Több jobb oldali tartály kiszivattyúzása ellenére is hamarosan 30°-ra megdőlt.
Miután a lövegekkel nem lehetett tovább tüzelni, a kormánymű meghibásodott és a hajó dőlése miatt a baloldali hajócsavar már teljesen a levegőbe került, Wirth korvettkapitány parancsot adott az alsóbb szintek elhagyására, a gépteremben elhelyezett robbanótöltetek felrobbantására és a csónakok leengedésére.
Az első két utasítást végrehajtották, a bal oldali csónakokat az erős dőlés miatt viszont már nem lehetett leengedni, egy részüket pedig már szétlőtték. A csónakok közül hármat engedtek le bennük emberekkel, egy negyedik a sérült kötelek miatt leengedés közben felborult. A súlyos sebesülteket mentőövekbe helyezve engedték le a hajó oldalán, majd a lent rájuk várók a csónakokba emelték őket. A legénység nagyobb része a vízbe vetette magát, utolsóként a tisztek távoztak. Klewitz fregatthadnagy vezényletével háromszoros hurrával éltették a császárt és elénekelték a Flaggenliedet. Röviddel ezután, 13:50-kor a Cap Trafalgar orral előre, lobogó zászlókkal elsüllyedt. A fedélzetén volt Julius Wirth korvettkapitány, aki a jobb lábán két helyen is sebesülést szenvedett, a hátába pedig egy gránátszilánk fúródott. A holttestét a helyszínre érkező Eleonore Woermann egyik csónakja emelte ki. Az orvosi vizsgálat szerint szívinfarktus okozta a halálát. A mentőcsónak egy másik embert is kiemelt, akit megpróbáltak újraélszeteni, de nem jártak sikerrel. A két halottat másnap a tengerbe temették.
A közben eltávolodó ellenfél még egyszer jobb oldali kanyarodással közeledni kezdett a Cap Trafalgarhoz, de csak egész rövid ideig, mivel a hajó elején tomboló tűz lángjai már a kémények fölé csaptak fel és emiatt balra, „a szél elé” fordult és a németek megfigyelése szerint egy rövid időre meg is állt volna. A Carmania ezután ismét elindult és a szél elől (hátszéllel nyugat-délnyugati irányba) haladva – hogy a tűz ne terjedjen a felépítmények felé – hamarosan látókörön kívülre került.
A közelben lévő Kronprinz Wilhelm segédcirkáló észlelte a Cap Trafalgar tartózkodási helyet is tartalmazó segélykérő rádiójelzéseit, azonban attól tartott, hogy csapdába kerülhet, ezért nem közelítette meg. A súlyosan sérült Carmania így meg tudott menekülni.

## Veszteségek

### Német veszteségek
A Cap Trafalgar a magában a tűzharcban két halottat, öt súlyos sebesültet (köztük két tisztet) és öt könnyű sebesültet veszített. A többi 13 halottját már a harc elülte után, a hajó elsüllyedésekor veszítette. A sebesültjeit sikerült mind kimenteni. Egy részüket még a csónakokban engedték le, a többieket pedig a mentőmellényük tartotta fent a kimentésükig. A részben nagyon súlyos sebesültek ellátása nagyon nehéz körülmények között zajlott, mivel nem volt orvos az Eleonore Woermann fedélzetén. A hajóorvosra ugyanis a kameruni gyarmatvédelmi erők igényt tartottak, így nélküle futott ki, az orvosi felszerelés és a kötszer nagy részét pedig még korábban leadta a Cap Trafalgarnak. Az egyetlen orvos az Eber korábbi hajóorvosa, a hajótöröttként frissen kimentett Dr. Violet volt, akinek a sebesültek ápolásában való fáradalmait a német történetírás külön kiemeli.
	A harc során elszenvedett csekély emberveszteség annak volt köszönhető, hogy a hajó méreteihez képest kis számú legénység tartózkodott a fedélzetén ellenséges tűznek kitett helyen. Ők csak a két 10,5 cm-es lövegnél alkottak nagyobb csoportokat, míg a fedélzeten lévők többi része egész kis csoportokban volt elosztva pár helyen.

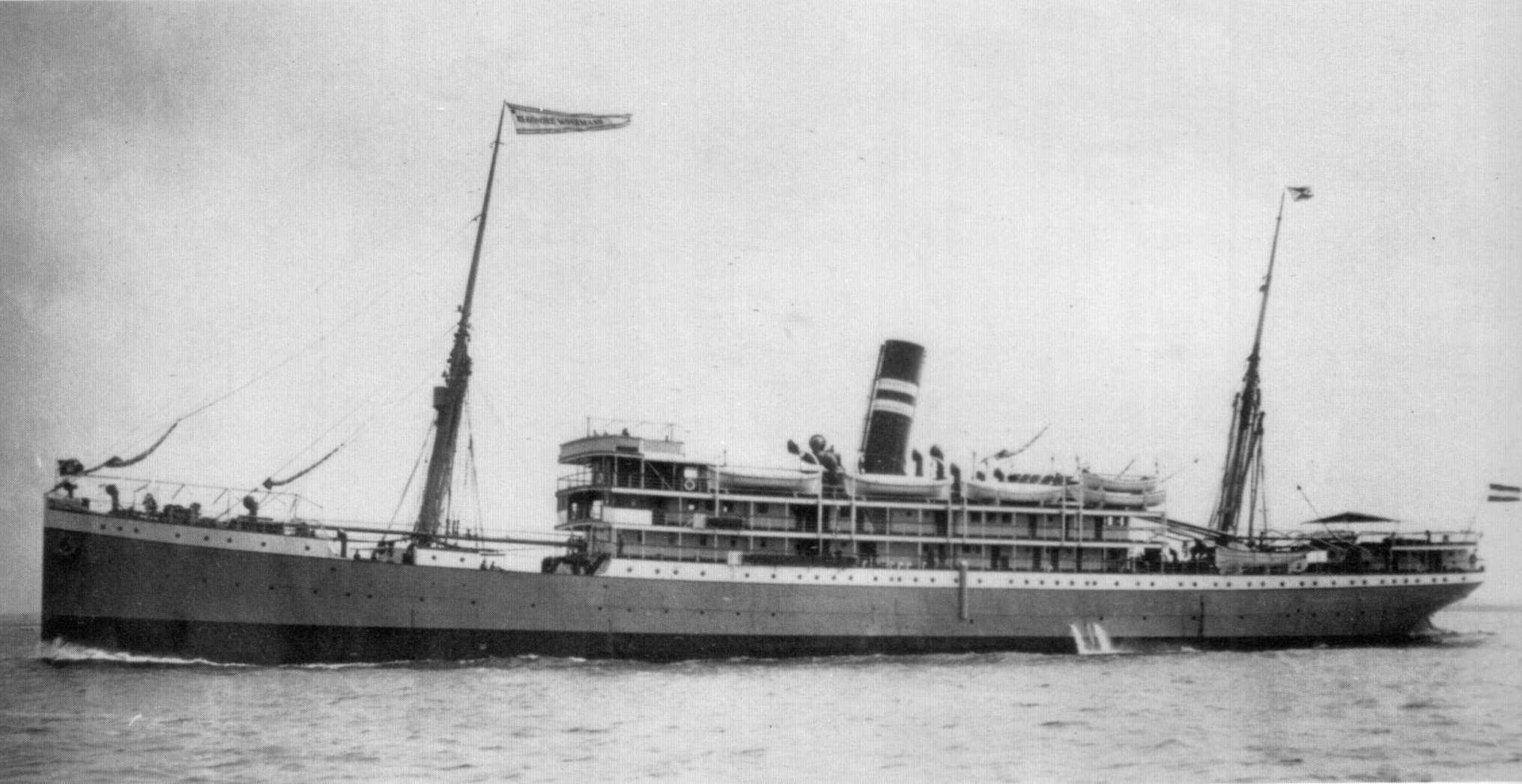
A túlélőket kimentő Eleonore Woermann egy 1902-es felvételen

	Az őrszemként a szigettől délre lévő Eleonore Woermann az összecsapás alatt olyannyira megközelítette a harcoló feleket, hogy meg tudták róla figyelni a hajók manővereit. Amint észrevették, hogy a Cap Trafalgar oldalára dől, tovább csökkentették a távolságot és ahogy az ellenség távolodott, teljes sebességre kapcsolva indult meg feléje és csak pár perccel az elmerülése után érkezett meg az elsüllyedés helyszínére. Több mentőcsónakot is leengedett és így csaknem a teljes legénységet, 303 főt sikerült kimenteni (a fedélzeten lévő 318-ból).
Német részről Wirth korvettkapitány (hajóparancsnok), Kraus és Klewitz fregatthadnagyok, Spiekermann főgépész és Plotz fűtő (Oberheizer) az Eber állományából, Schreiner kormányos altiszt (Vizesteuermann), Breuten felvigyázó (Küper), Böhme muzsikus, Zirkelbach szakács, Heine fűtő (Oberheizer), Böttcher és Müller fűtők, Kausch és Fortner szénegyengető munkások (Trimmer) valamint Winzek mosólegény (Wäscher) a Cap Trafalgar eredeti állományából veszítette életét. Egy súlyos sérült később az Eleonore Woermann fedélzetén hunyt el. Rajtuk kívül még öt-öt súlyos és könnyű sérült volt. Később a Buenos Aires-i kórházban még egy német tengerész halt bele a harcban szerzett sebeibe.

### Brit veszteségek
A Carmania harc során 79 találatot kapott, ebből öt a víz alatt érte. Ezen kívül 304 repeszek ütötte lyuk keletkezett rajta. A parancsnoki hídja és a teljes parancsnoki felszerelése elpusztult, megsemmisült az iratai nagy része, így a hajónaplója és a térképei is. Embervesztesége a tűzharc során 6 halott, 7 súlyos és 22 könnyebben sebesült volt. A súlyos sebesültek közül négyen az ütközet utáni napokban hunytak el. A hajó elején kitört tűz miatt volt kénytelen félbeszakítani a harcot és segélykérésére másnap a Bristol könnyűcirkáló érkezett elébe, majd a Cornwall páncélos cirkáló kísérte az Abrolhos-szigeteknél lévő titkos brit szenelőbázishoz. Innen Pernambuco érintésével a Macedonia segédcirkáló kísérte Gibraltárba, ahol kijavították a sérüléseit.
A Carmania hat az ütközet napján elhunyt tengerésze James Burfitt törzszászlós, Norman Grant, Kenneth J. Mcleod, Robert W. Russell matrózok, George J. W. Snell káplár és George Snowling matróz voltak. Két nappal később Cecil R. Diaper, Peter Dugan és Richard Pierce matrózok haltak bele a sebesüléseikbe. Velük a brit halálos áldozatok száma 9 főre emelkedett. Valamennyi brit halottat a tengerbe temették.

## Az ütközet után

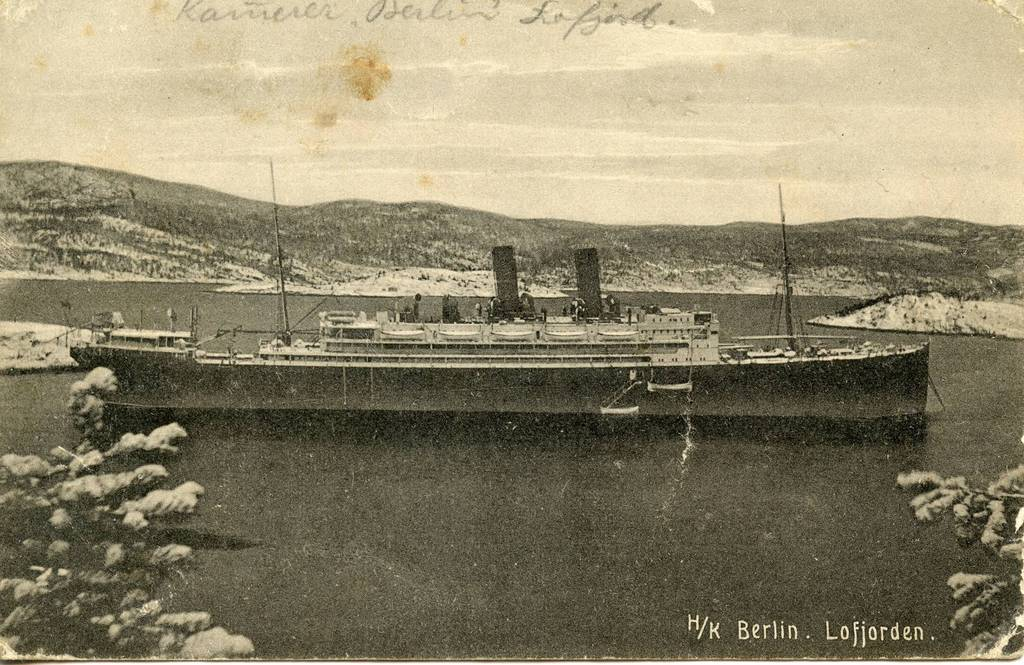
A Berlin segédcirkáló Norvégiában internálva – a Carmanián úgy vélték, ezzel a hajóval küzdöttek meg

A brit történetírást szerkesztő Corbett megállapítása szerint a Carmania kiesésével Cradock tengernagy számára Dél-Amerika keleti partjának ellenőrzésére már csak a Bristol és a Cornwall cirkálók álltak rendelkezésre és emiatt nem indultak az ütközet során észlelt német szénszállítók elfogására és az Eleonore Woermann így futhatott be nyolc nappal később Buenos Airesbe. A segédcirkáló partra tett túlélői közül az argentin hatóságok szeptember 27-én a tiszteket és a legénységéből mintegy 180 főt Martin Garcia szigetén internálták.  Ekkor derült ki, hogy a Carmania ellenfele nem a Berlin volt ahogy addig hitték, hanem a Cap Trafalgar, melyről úgy hitték az afrikai partokhoz hajózott át. A hajó civil kapitányát, a mindvégig az Eleonore Woermannon tartózkodó Fritz Langerhanst ennek kitudódása után az argentinok kiadták Uruguaynak, ahol – brit nyomásra – bíróság elé állították feltételezve róla, hogy hamis esküvel félrevezette a hatóságokat a hajója jellegét illetően. Langerhans teljes jelentést készített a történtekről, amit a védőügyvédje a bíróság elé tárt. Ezt eljuttatták Noel Grantnek, a Carmania parancsnokának is, hogy kommentálja a leírtakat. Grant felháborodottan szembesült azzal, hogy egy ilyen gyenge fegyverzetű ellenféltől szenvedett el a hajója súlyos károkat. A sértődött brit tiszt Langerhans vallomására emiatt nem is reagált és ez hozzájárult ahhoz, hogy a német kapitányt végül felmentették.

## Emlékezete
A trinidadi ütközetet úgy is emlegették, mint az első óceánjárókból kialakított segédcirkálók közötti összecsapást. Később hasonlóra már nem került sor. A háború idején Fedor von Zobeltitz írt egy könyvet a Cap Trafalgarra emlékezve, melynek első dél-amerikai útján maga is részt vett. Az 1915-ben kiadott könyv (Cap Trafalgar – Eines deutschen Hilfskreuzers Glück und Ende) utolsó 20 oldala érinti a hajó háborús tevékenységét, benne több szemtanú beszámolóját is idézi. A bennük szereplő információk több esetben tévesek.
A hivatalos dokumentumokon alapuló brit történetírás az összecsapásnak három oldalt szentelt. A műt szerkesztő Corbett elismerő szavakkal illeti a német segédcirkáló harcban nyújtott teljesítményét, amit a Carmania alaposan megszenvedett. A német hivatalos történetírás hét oldalban foglalkozik az összecsapással és már a brit verzió ismeretében, azt felhasználva írták meg.